# Cyrtomaia guillei
Cyrtomaia guillei is een krabbensoort uit de familie van de Inachidae. De wetenschappelijke naam van de soort is voor het eerst geldig gepubliceerd in 1985 door Guinot.